# Дарая (район)
Дарая (араб. منطقة داريا) — район (мінтака) у Сирії, входить до складу провінції Дамаск. Адміністративний центр — м. Дарайя.
Адміністративно поділяється на 3 нохії:
- Дарая-Центр
- Хаджар-Асвад
- Сахная

| Сирія | Це незавершена стаття з географії Сирії. Ви можете допомогти проєкту, виправивши або дописавши її. |